# Павел Стратан
Павел Стратан (рум. Pavel Stratan; 11 листопада 1970 , с. Нішкань Каларашського району, нині Республіка Молдова) — молдовський співак, музикант, композитор. Виступає найчастіше як сольний артист акомпануючи собі на гітарі. Співає фольклорні пісні румунською мовою. Зараз живе і працює в Румунії.

## Біографія
Павло Стратан народився 11 листопада 1970 року в селі Нішкань Каларашського району Молдавської РСР, нині Республіка Молдова, у родині Дмитра та Поліксени Стратан. В даний час Стратан живе в Бухаресті, Румунія. Його дружина Родіка — інженер; в сім'ї є дочка Клеопатра (нар. 2002) і син Цезар (нар. 2008). В 2011 році родина переїхала з Молдови до Румунії. В 2006  році дочка Павла Клеопатра Стратан стала відома в світі, як трирічна дитина-зірка.

## Творчість
Виступати на сцені Павло Стратан почав ще у шкільні роки. У 1977 році він вперше виступив зі своєю гітарою на шкільному вечорі. Свій перший текст пісні, написав в 1983  році. В 1996  році, почав робити перші кроки в шоу-бізнес, але ні як музикант, а як фокусник. Закінчив академію музики, театру і образотворчих мистецтв в Кишиневі.
У 2002 році Павло випустив в Кишиневі свій перший альбом «Amintiri din copilărie» (Спогади Дитинства), тиражем 50 000 одиниць, що є великим успіхом для відносно невеликого молдавського музичного ринку. В цей же час він набував відомість в Румунії, гастролюючи там зі своєю колишньою музичною групою Planeta Moldova. Румунська радіостанція KissFM почала грати його пісні, які стали дуже популярні. Хітом стала меланхолійна пісня «Eu beu» (Я зрозумів).
 У 2004 році Стратан вдруге опублікував в Румунії свій перший альбом «Amintiri din copilărie», а також видав свій другий альбом..

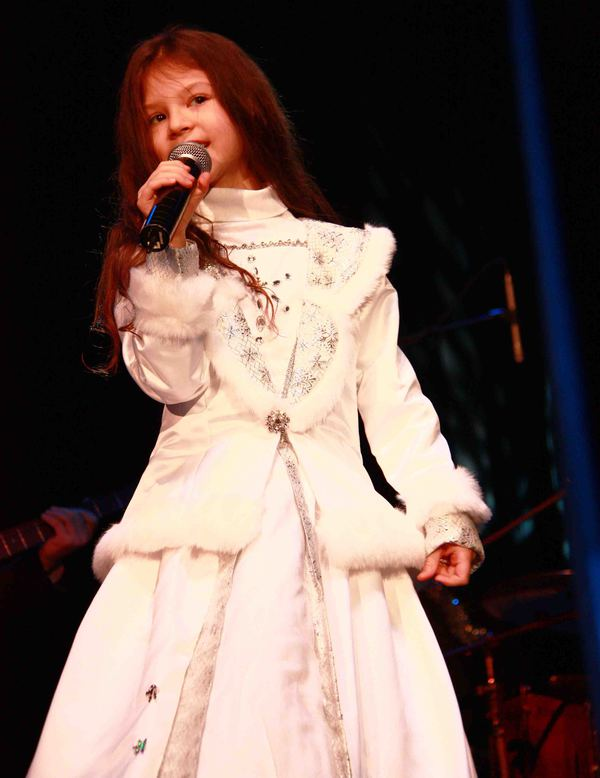
Клеопатра Стратан, 12 січня 2013.

Обидва альбоми в 2004 році були продані загальним обсягом 150.000 екземплярів, що було в тому році найбільшими продажами на румунському музичному ринку. У 2005  році він отримав за них два Платинові Диски. У листопаді 2005 року випустив у Бухаресті свій третій альбом, який був проданий протягом декількох місяців в розмірі 60.000 екземплярів і отримав два Золотих диски..
При записі третього альбому він випадково виявив що його тоді трирічна дочка Клеопатра має співочий талант. Студійна команда була в захваті від її співу і він вирішив записати пісні з нею. В 2006 році був випущений сумісний альбом «La vârsta de trei ani». Продаж мав великий успіх — в розмірі 150 000 проданих одиниць. Сингл «Ghița» був як розповідь про долю закордонних румунів, він розповсюджувався через Youtube, і став Міжнародна хітом, і поруч з румунської версією з'явилася і англомовна версія. Клеопатра потрапила до Книги рекордів Гіннеса як наймолодша виконавиця, що виступала на сцені і записала власний альбом у віці 3 років. 
10 травня 2007 року Клеопатра і Павло Стратан отримали премію від MTV — «Premiile MTV Sibiu 2007». 
У 2008 році після дворічної перерви Павло Стратан з дочкою (у віці п'яти років) випустив новий альбом з назвою «La vârsta de cinci ani» (Перекл.: У п'ятирічному віці). У тому ж році в Кишиневі народився його син Цезар (Cezar).
 У  2009 році Стратан випустив альбом із своїми піснями (які він написав сам), а також традиційними румунськими різдвяними піснями. Батько й дочка співають в цьому альбомі разом.

## Стиль
Сольні альбоми Павло Стратана проникнуті його трохи хрипким голосом у поєднанні з акустичною гітарою. Часто меланхолічні або ностальгічні балади перемішуються з стилістикою м'якого року і фольклору південно-Східної Європи. Його тексти з думкою про суспільство мають частково критичний зміст, проте без прив'язки до політичних тем сьогодення. Особливістю його пісень є його молдавський акцент, який звучить дуже відмінно від розмовної румунської мови.

## Нагороди
- премія «Хіт року 2004» (Молдова) за пісню «Я п'ю»;
- премія «Хіт року 2005» (Молдова) за пісню «Я народився в свій день»;
- приз газети «VIP магазин» у номінації «Персона року 2004» (Молдова);
- приз газети «VIP магазин» у номінації «Персона року 2006» (Молдова);
- премія "Радіо Бухареста (Румунія);
- премія «MTV Румунія» за найкращий дебют;
- спеціальний приз газети «VIP» (Румунія).